# Ding Liren
Ding Liren (Wenzhou, 24 de outubro de 1992) é um Grande Mestre de Xadrez chinês e foi Campeão Mundial em 2023. Em agosto de 2015, se tornou o segundo chinês, depois de Wang Yue, a ultrapassar a barreira dos Top 10 no ranking da Federação Internacional de Xadrez (FIDE). Ele também tem uma alta pontuação no Xadrez blitz, à frente de Hikaru Nakamura e Magnus Carlsen, na lista de julho de 2016.
Em 6 de junho de 2009, aos 16 anos, tornou-se o mais jovem campeão chinês, repetindo o feito em 2011 e 2012. Em outubro de 2009, obteve o título de Grande Mestre. 
Ding Liren obteve o segundo lugar do Torneio de Candidatos de 2022. Dessa forma, com a desistência de Magnus Carlsen do título de campeão mundial, Ding Liren foi qualificado para a disputa do título contra o campeão do Torneio de Candidatos, Ian Nepomniachtchi, no Campeonato Mundial de Xadrez de 2023. Ding Liren venceu Ian Nepomniachtchi no desempate e se tornou Campeão Mundial, sucedendo Magnus Carlsen, que detinha o título desde 2013. No Campeonato Mundial de 2024, Ding Liren perdeu o título de campeão mundial ao ser derrotado no match por Gukesh D.